# Boulevard de l'Hôpital-Stell
Le boulevard de l'Hôpital-Stell est une voie publique de la commune de Rueil-Malmaison, dans le département français des Hauts-de-Seine, en France. Il suit le parcours de la route départementale 39.

## Situation et accès
Sa desserte se fait par la gare de Rueil-Malmaison.

## Origine du nom
Il tient son nom de l'hôpital Stell, nommé en hommage à Julia Stell, épouse du diplomate Edward Tuck, bienfaiteur de la ville.

## Historique

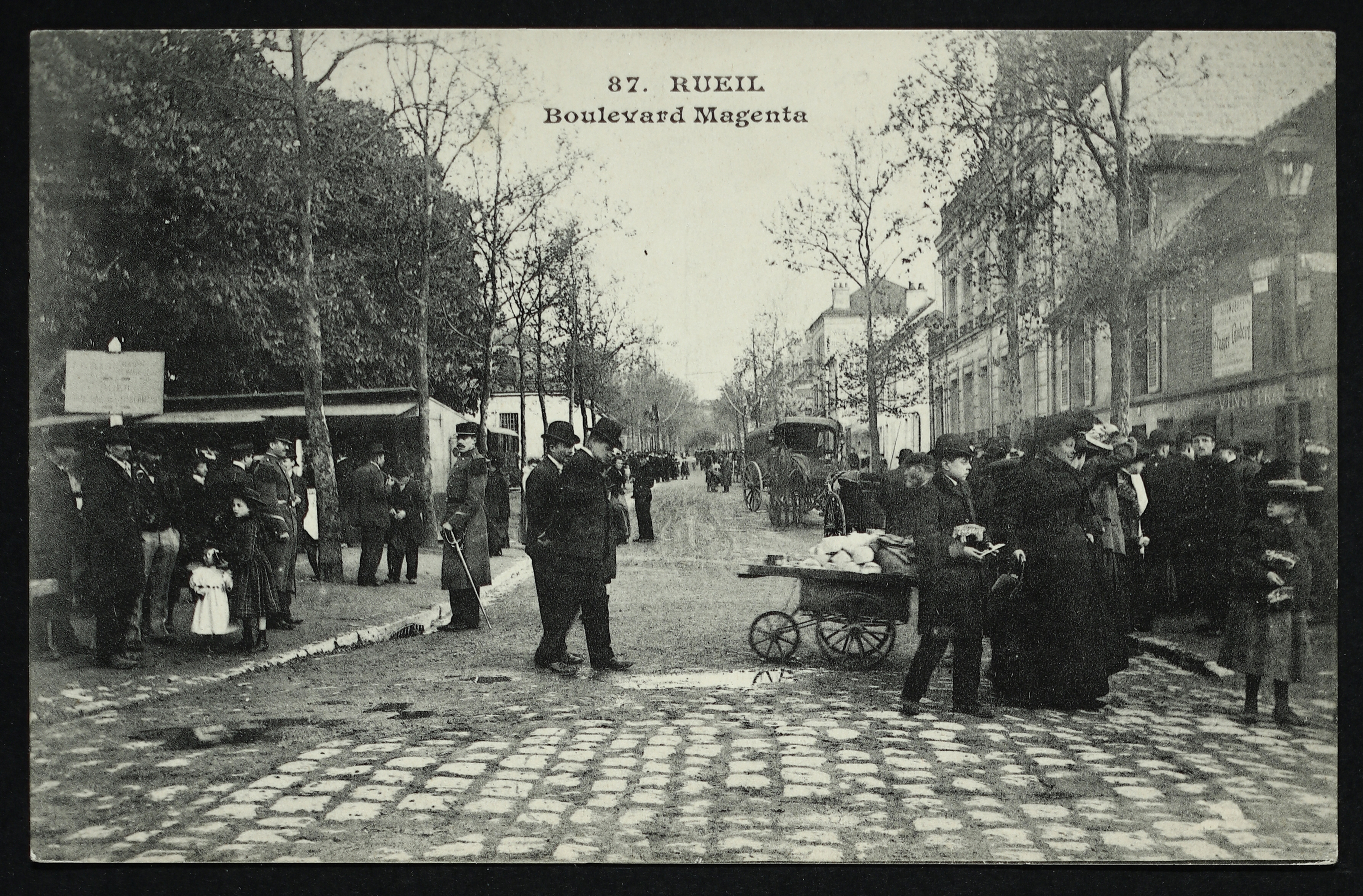
Carte postale - Rueil-Malmaison - Boulevard Magenta.

C'était autrefois le boulevard Magenta,.

## Bâtiments remarquables et lieux de mémoire

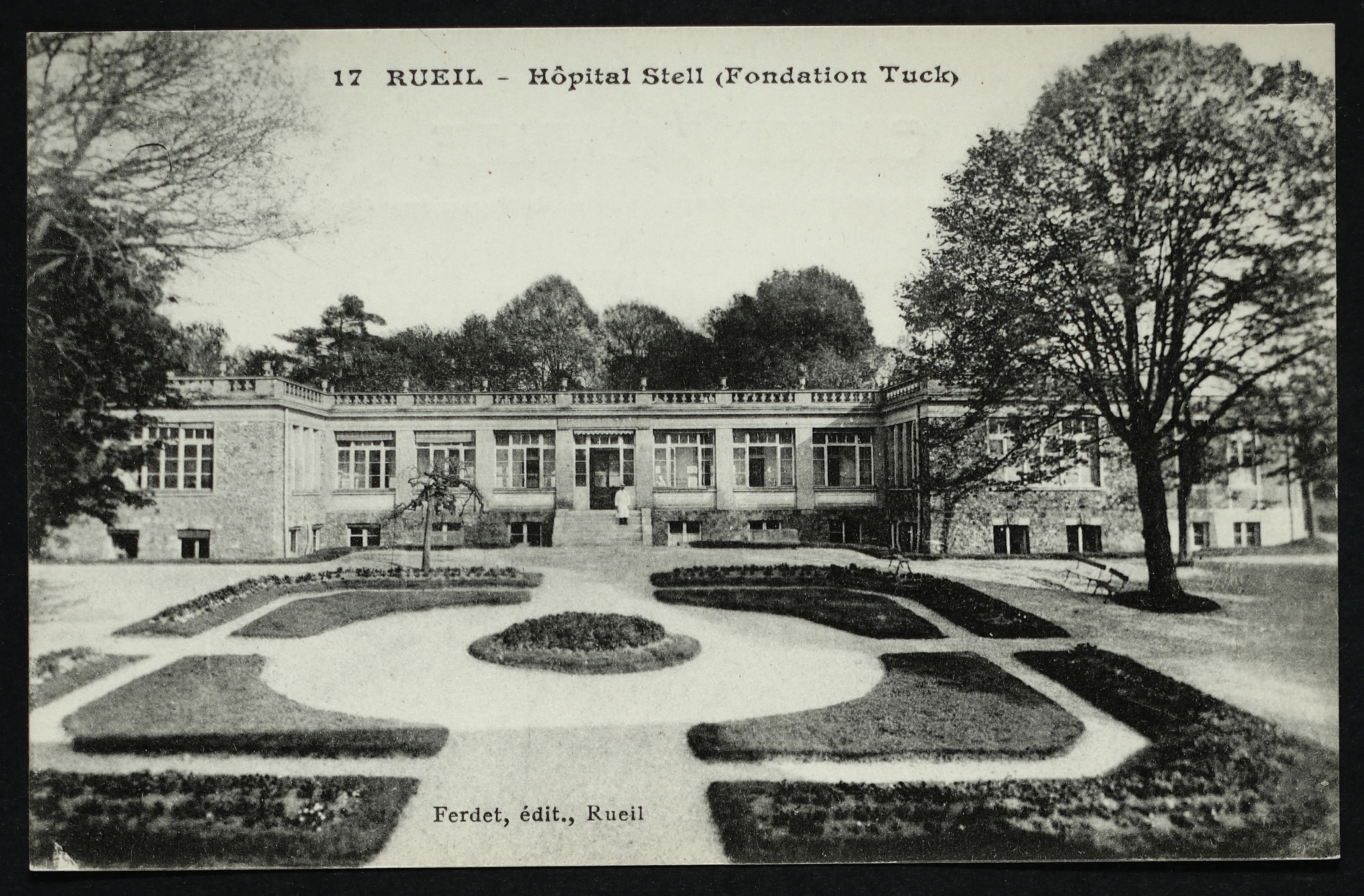
Carte postale - Rueil-Malmaison - Hôpital Stell (Fondation Tuck).

- Musée des Gardes suisses.
- Square Jean-Mermoz.
- Square de la Paix.
- Hôpital Stell.